# Erik Åqvist (grosshandlare)
 Erik Johan Alfred Åqvist, född 18 juni 1868 i Skedevi socken, död 19 juli 1958 i Axbergs socken, var en svensk grosshandlare och skofabrikör.

## Biografi
Åqvist kom som elvaåring i skomakarlära och arbetade sedan som skomakare till 1885, då han blev handelsbiträde hos läderhandlaren P. Eriksson i Läppe, Västra Vingåkers socken. Efter några år i firman Johnsson & Widlund i Örebro grundade han 1890 tillsammans med Frans August Carlsson firman Carlsson & Åqvist AB som handlade med skor och lädervaror. Erik Åqvist blev 1902 ensam ägare till firman.
Åqvist verkade med tiden även med två av sina bröder, Oscar Åqvist och Ernst Åqvist, i skobranschen och förvärvade eller startade även skofabriker. Hans son Torsten Åqvist fortsatte verksamheten i firman.
Åqvist var styrelseledamot vid Örebro folkbank 1904–1932, Södermanlands Enskilda Banks Örebrokontor 1933–1939, Örebro Tekniska Gymnasium 1920–1939, stadsfullmäktigeman och landstingsman och som sådan ledamot av Örebro landstings förvaltningsutskott. Vidare var han ledamot i Örebro och Västmanlands läns handelskammare och Svenska lädergrosshandlareföreningen. I början av 1930-talet blev Åqvist ägare till Kåfö gods i Hovsta socken där han bosatte sig. Åqvist var även religiöst intresserad och ledamot av styrelsen för Örebro första baptistförsamling.
Åqvist var riddare av Nordstjärneorden och Vasaorden.

### Familj
Åqvist var son till byggmästare Nils Erik Åqvist och Britta Eriksdotter. Han gifte sig första gången 1881 med Alma Scheele (1861–1915). I detta äktenskap var han far till direktör Torsten Åqvist samt döttrarna Anna-Maja Åqvist, gift med arkitekt Evert Milles, och Brita Åqvist, gift med godsägare Bengt Sporring. Åqvist gifte sig andra gången 1918 med Aline Ohlsson (1884–1963). I detta äktenskap blev han far till hovrättspresident Nils Erik Åqvist och läkaren Stig Åqvist.